# Nuisement-aux-Bois
Nuisement-aux-Bois est une ancienne commune française de la Marne, rattachée en 1969 à la nouvelle commune de Sainte-Marie-du-Lac-Nuisement.

## Toponymie
Anciennes mentions : Noisemant (1207), Nocumentum (1542), Nuizement-aux-Bois (XVIIIe siècle).
Le nuisement ou noisement désignait « le dommage, le préjudice ». Les toponymes ainsi désignés ont le sens de « terre ayant subi un dommage, un pillage », peut avoir correspondu à des propriétés litigieuses.
Le déterminant complémentaire -aux-Bois pour se convaincre de l'étendue et de la présence de la forêt.

## Histoire
En 1789, ce village fait partie de l'élection de Vitry et est régi par la coutume de cette même ville.
Le 1er janvier 1969, la commune de Nuisement-aux-Bois est rattachée à celle de Sainte-Marie-du-Lac qui devient Sainte-Marie-du-Lac-Nuisement.
Pour réaliser le lac-réservoir de Der-Chantecoq (inauguré en 1974), l'ancien village de Nuisement-aux-Bois fut englouti. L'église paroissiale a été démontée et reconstruite dans le musée du pays du Der, situé à Sainte-Marie-du-Lac-Nuisement, inauguré en 1999 pour conserver la mémoire des trois villages disparus sous les eaux du lac.

## Administration
| Période                                  | Période    | Identité | Étiquette | Qualité |
| ---------------------------------------- | ---------- | -------- | --------- | ------- |
| Les données manquantes sont à compléter. |            |          |           |         |
| 1875                                     | après 1877 | Marchand |           |         |

## Galerie

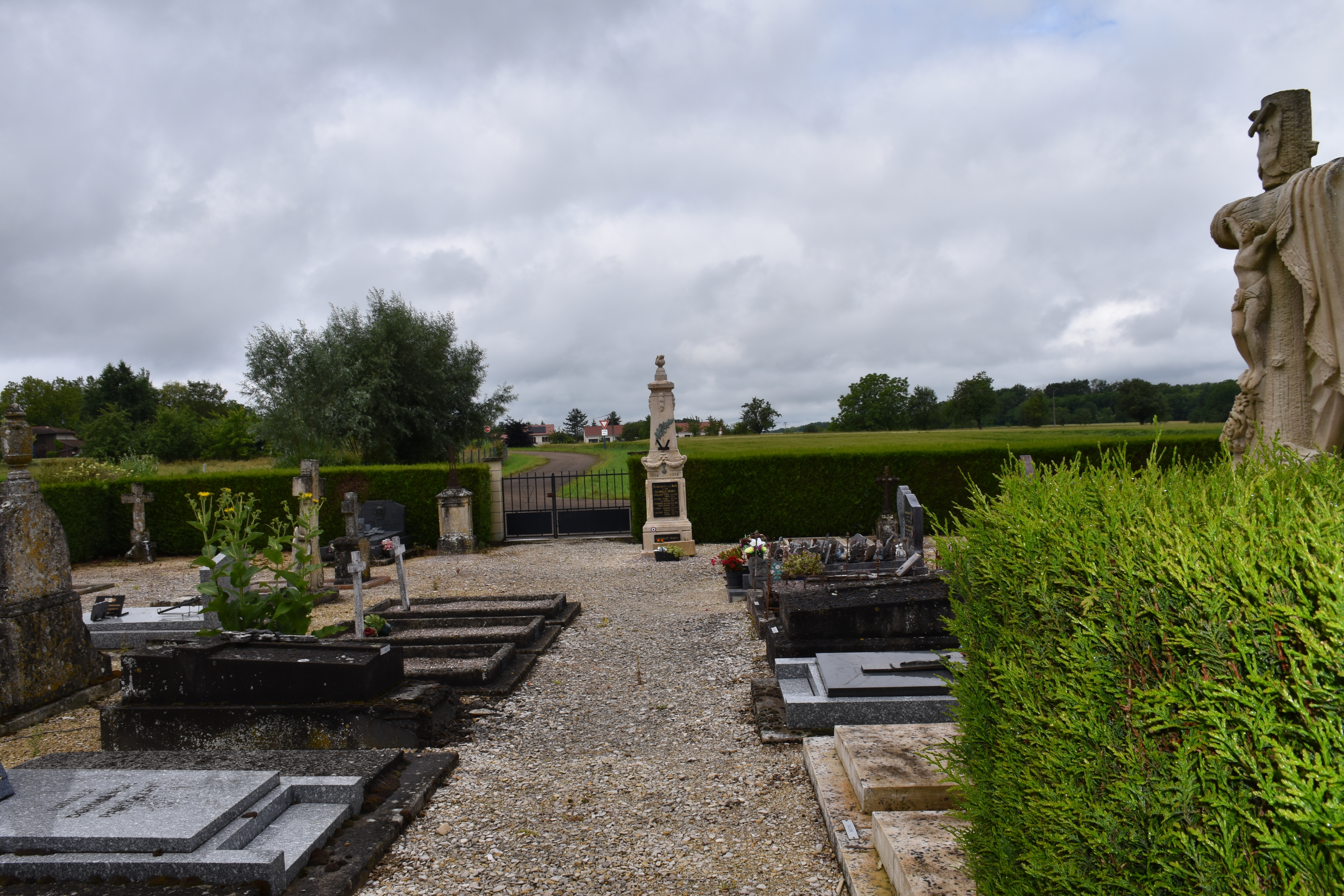
Le cimetière de Nuisement-aux-Bois réimplanté près du Musée du Lac-de-Der dans le village de Sainte-Marie-du-Lac-Nuisement.
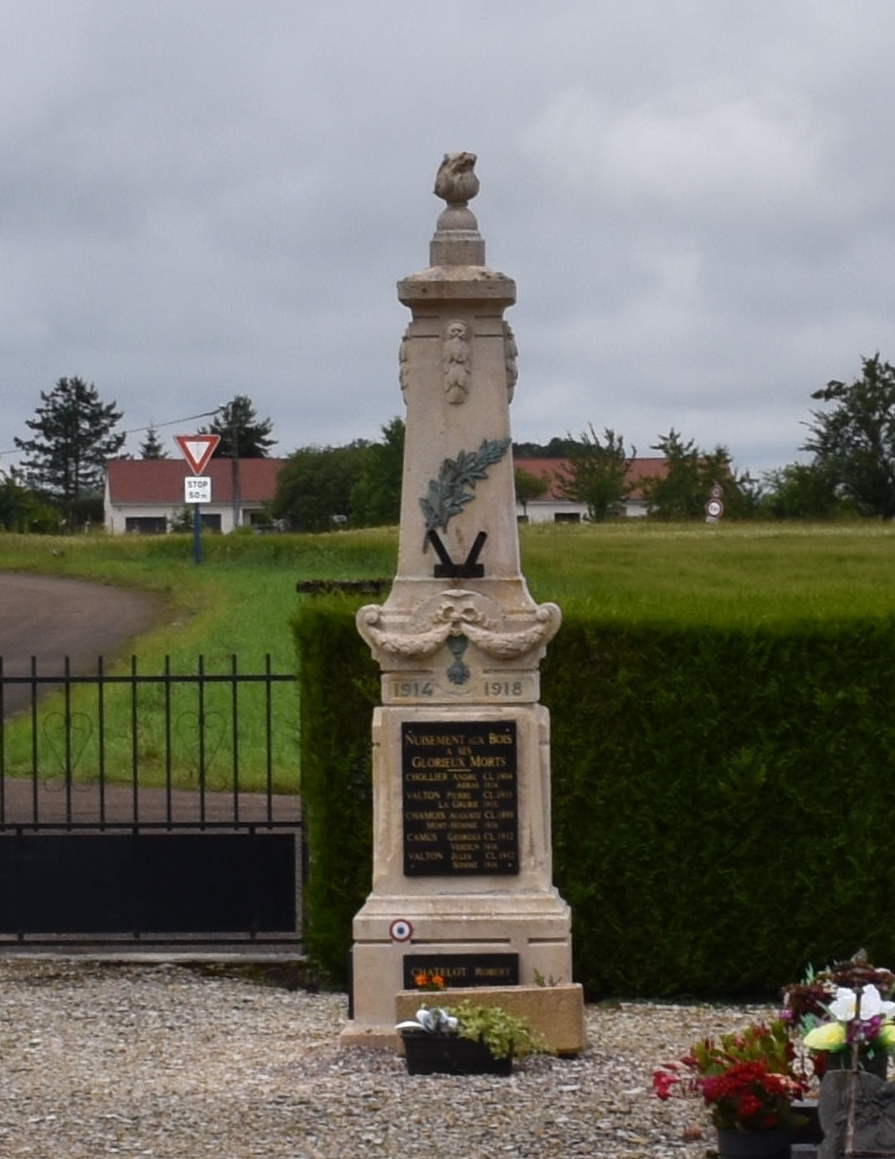
Le monument aux morts de Nuisement-aux-Bois réimplanté dans le cimetière.
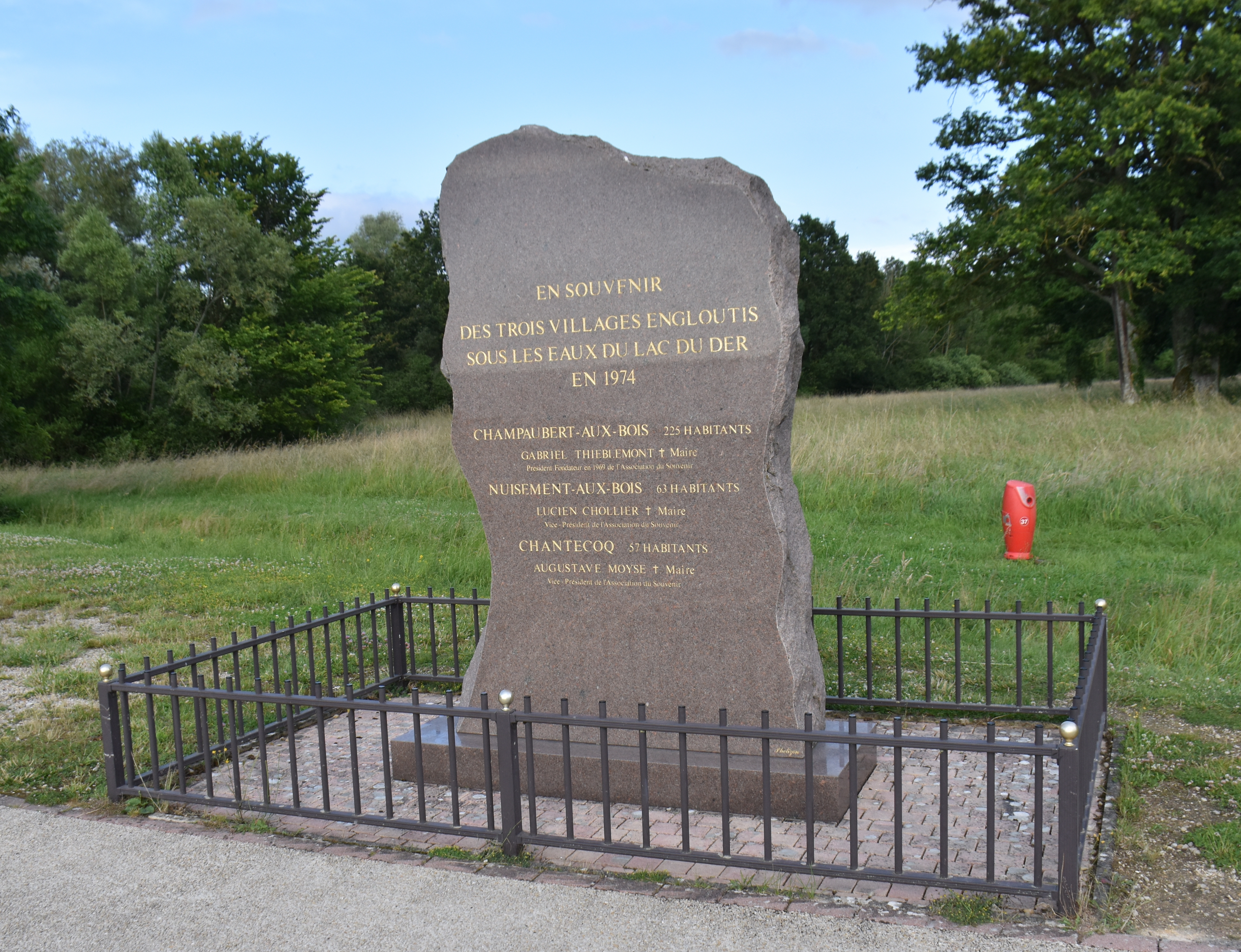
Stèle souvenir des trois villages engloutis dont Nuisement-aux-Bois qui comptrait alors 63 habitants.

### L'église Nuisement-aux-bois reconstruite sur le site du Musée du Lac du Der en 1971

Carte postale de l'église vers 1910.
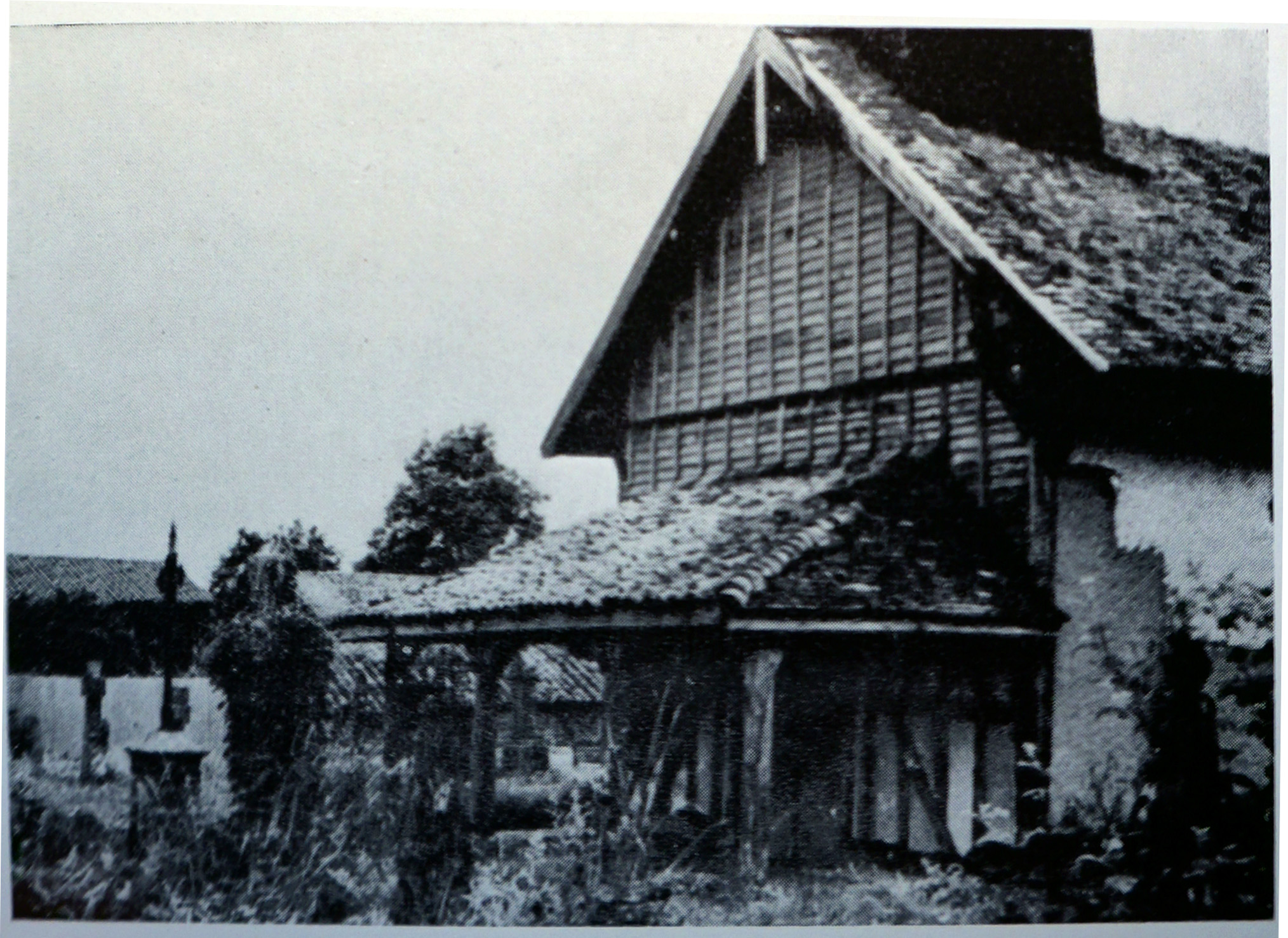
L'église avant sa démolition.
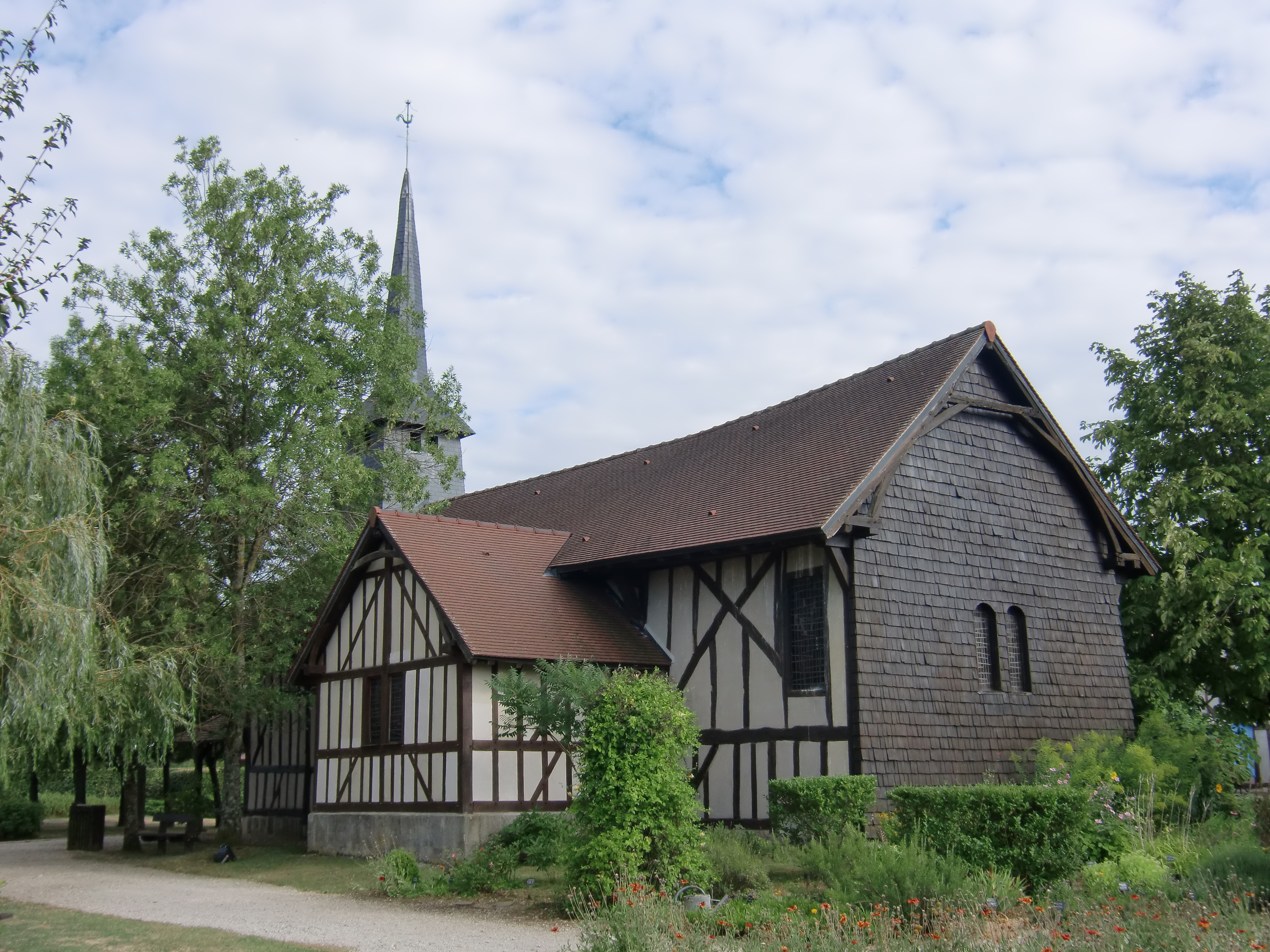
L'église réimplantée.
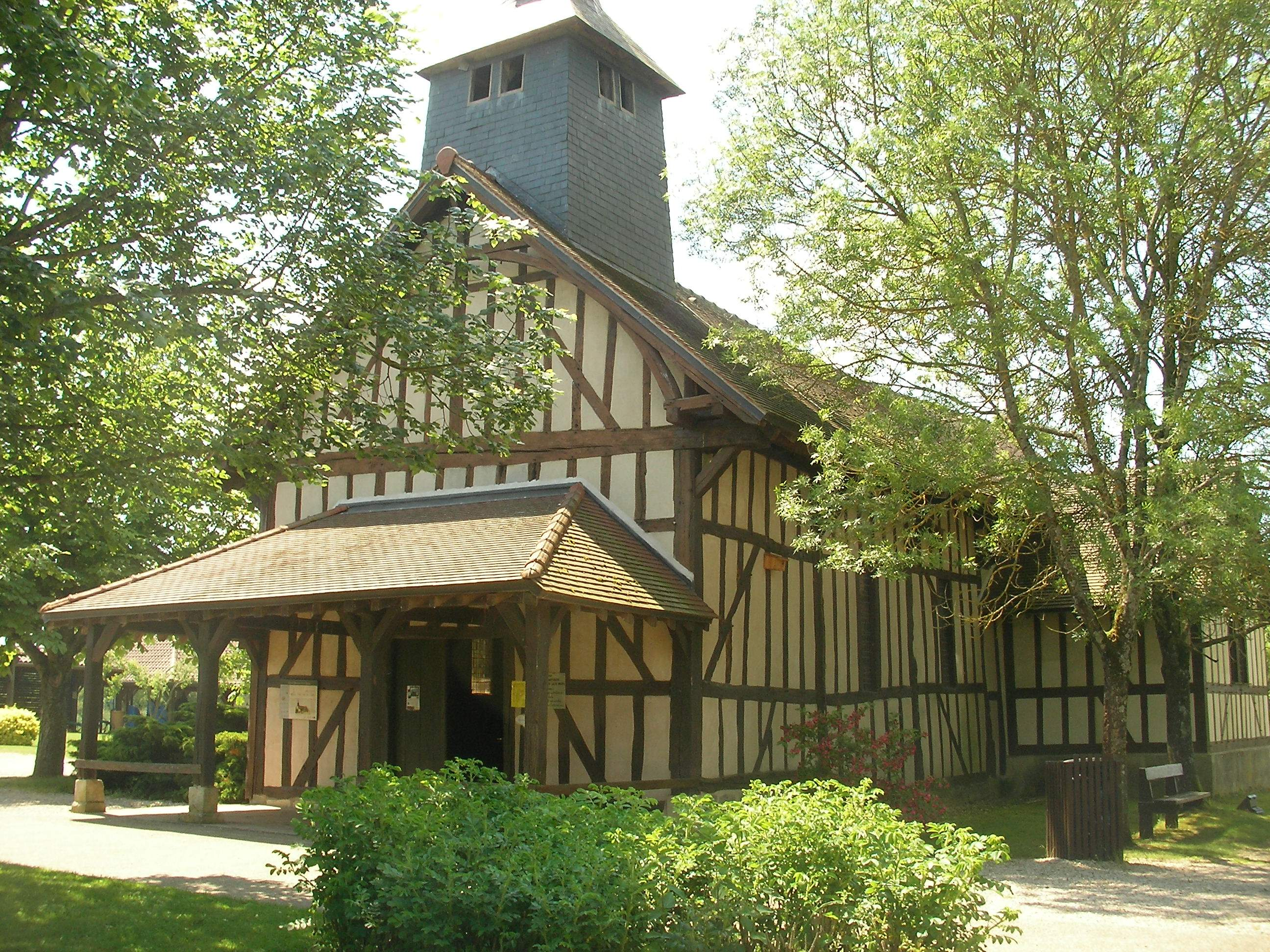
L'église actuelle.
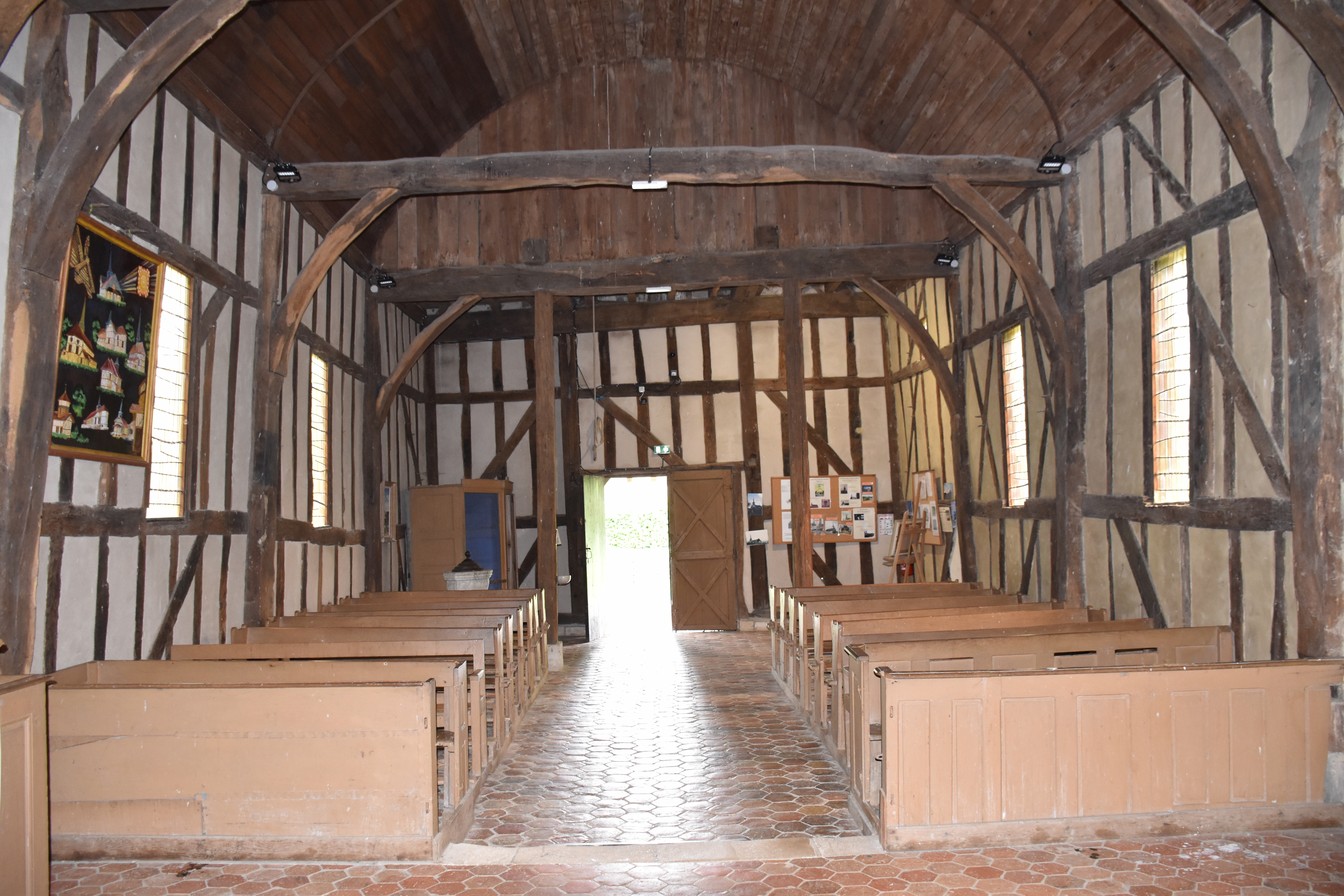
Intérieur de l'église: la nef côté porche.
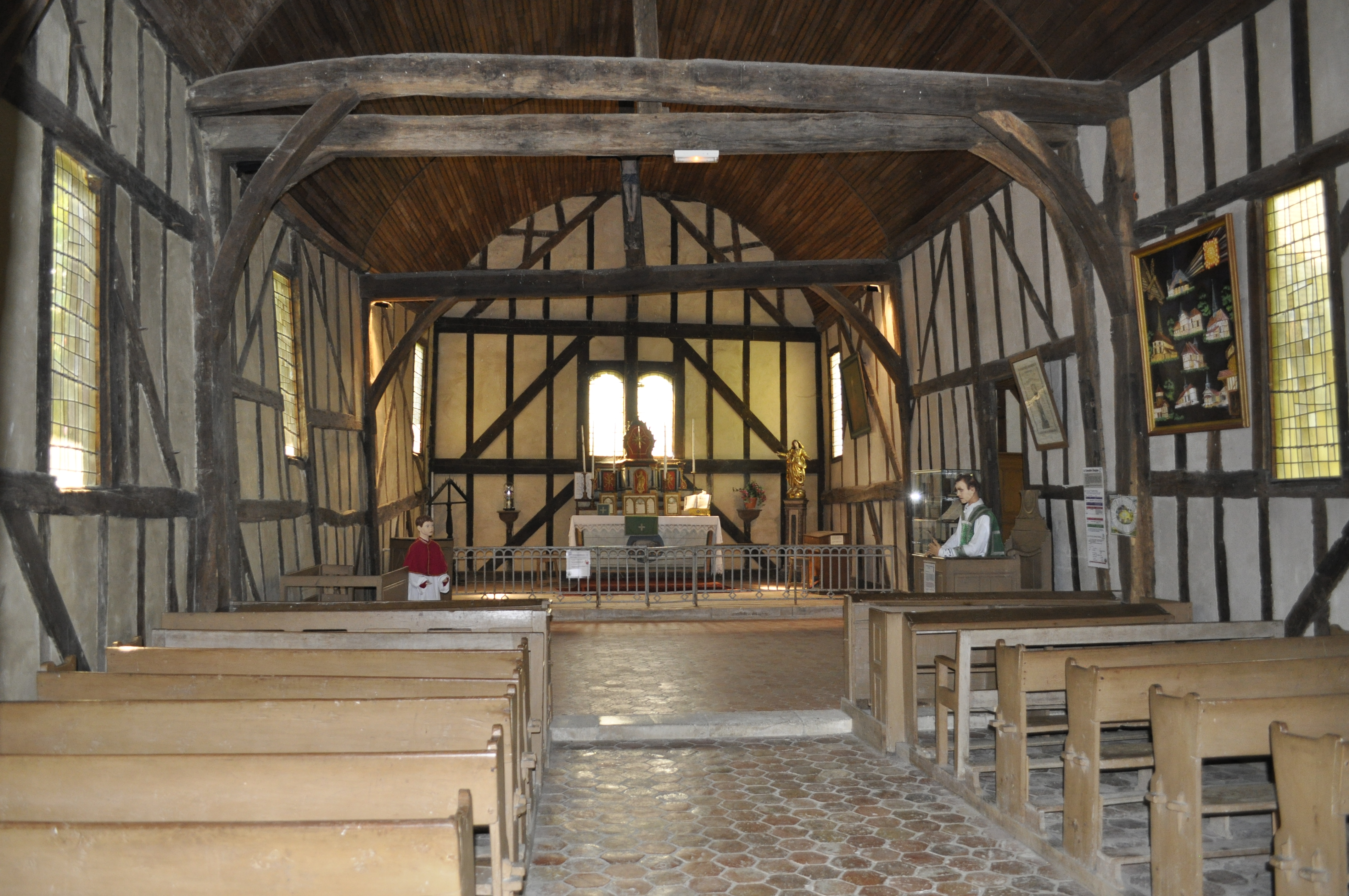
Intérieur de l'église: la nef.

## Démographie
| 1793 | 1800 | 1806 | 1821 | 1831 | 1836 | 1841 | 1846 | 1851 |
| ---- | ---- | ---- | ---- | ---- | ---- | ---- | ---- | ---- |
| 191  | 110  | 101  | 100  | 80   | 97   | 118  | 106  | 107  |

| 1856 | 1861 | 1866 | 1872 | 1876 | 1881 | 1886 | 1891 | 1896 |
| ---- | ---- | ---- | ---- | ---- | ---- | ---- | ---- | ---- |
| 97   | 121  | 115  | 108  | 102  | 108  | 121  | 121  | 115  |

| 1901 | 1906 | 1911 | 1921 | 1926 | 1931 | 1936 | 1946 | 1954 |
| ---- | ---- | ---- | ---- | ---- | ---- | ---- | ---- | ---- |
| 87   | 96   | 84   | 77   | 83   | 69   | 70   | 69   | 63   |

| 1962 | 1968 | - | - | - | - | - | - | - |
| ---- | ---- | - | - | - | - | - | - | - |
| 64   | 21   | - | - | - | - | - | - | - |